# كورت بيرثيلسن
كورت بيرثيلسن (بالدنماركية: Kurt Berthelsen)‏ هو لاعب كرة قدم دنماركي في مركز الهجوم، ولد في 27 نوفمبر 1943. لعب مع البورك بولدسبيلكلوب ‏.

## وصلات خارجية
- كورت بيرثيلسن على موقع قاعدة بيانات كرة القدم.إي يو (الإنجليزية)
- كورت بيرثيلسن على موقع أوليمبيديا (الإنجليزية)